# 赵募
赵募（？—323年），东晋十六国时凉王陳安的属下。
322年，秦州刺史陈安请求向前赵帝刘曜朝见，刘曜因病推辞。陈安大怒，认为刘曜已死，于是攻击前赵军。陈安部众达十馀万人，陈安自称使持节、大都督、假黄钺、大将军、雍凉秦梁四州牧、凉王，任命赵募为相国。323年七月，前赵主刘曜亲任主将围攻陇城，在山涧的弯曲处抓住陈安，当即斩首。杨伯支斩杀姜冲儿，献纳陇城投降。陈安的别将宋亭杀死赵募，献纳上邽（今甘肃省天水市）出降。